# Raisting
Raisting – miejscowość i gmina w Niemczech, w kraju związkowym Bawaria, w rejencji Górna Bawaria, w regionie Oberland, w powiecie Weilheim-Schongau. Leży około 10 km na północ od Weilheim in Oberbayern, nad rzeką Rott, przy linii kolejowej Weilheim in Oberbayern – Augsburg. Do 31 grudnia 2006 wchodziła w skład wspólnoty administracyjnej Pähl-Raisting.

## Dzielnice
- Raisting
- Sölb
- Stillern
- Ertelmühle

## Demografia
| Rok  | Liczba mieszk. |
| ---- | -------------- |
| 1970 | 1 304          |
| 1987 | 1 541          |
| 2000 | 2 061          |
| 2005 | 2 196          |

### Struktura wiekowa
Dane o ludności z 31 grudnia 2008:
| Opis                                | Ogółem | Ogółem | Kobiety | Kobiety | Mężczyźni | Mężczyźni |
| ----------------------------------- | ------ | ------ | ------- | ------- | --------- | --------- |
| Jednostka                           | osób   | %      | osób    | %       | osób      | %         |
| Populacja                           | 2246   | 100    | 1114    | 49,6    | 1132      | 50,4      |
| Wiek przedprodukcyjny (0–17 lat)    | 461    | 20,53  | 212     | 9,44    | 249       | 11,09     |
| Wiek produkcyjny (18–65 lat)        | 1448   | 64,47  | 734     | 32,68   | 714       | 31,79     |
| Wiek poprodukcyjny (powyżej 65 lat) | 337    | 15     | 168     | 7,48    | 169       | 7,52      |

## Polityka
Wójtem gminy jest Maximilian Wagner, rada gminy składa się z 14 osób.
|      | CSU/FWG | SPD | UWG | NBuBL | Razem |
| 2008 | -       | -   | -   | 14    | 14    |
| 2002 | 8       | 3   | 3   | -     | 14    |

## Oświata
W gminie znajdują się trzy przedszkola (100 miejsc) oraz szkoła podstawowa (12 nauczycieli, 279 uczniów).